# Spravedlnost
Spravedlnost (deutscher Name Iricht, seltener Irigt) ist ein sagenumwobener Berg im äußersten Osten der Böhmischen Schweiz. Der 533 m n.m. hohe Vulkankegel ist der Hausberg des Dorfes Doubice (Daubitz), das am westlichen Rand des Böhmischen Niederlands liegt.
Der Basaltgipfel erhebt sich südlich der Ortslage Nová Doubice (Neudaubitz) an der alten Straße nach Chřibská (Kreibitz), im Süden des Berges liegen die zu Chřibská gehörigen Häuser der Liščí Bělidlo (Irichtbleiche). Kennzeichnend für den Iricht sind die in seinen Wäldern gedeihenden Farnpopulationen, die eine außergewöhnliche Wuchshöhe erreichen. Ein markantes aus fünf Basaltsäulen bestehendes Felsgebilde am Nordosthang wird Malá Spravedlnost (Kleiner Iricht) genannt.
Vor seiner touristischen Erschließung war der Gipfel des Iricht die Hinrichtungsstätte der Herrschaft Kreibitz. Letztmals verrichtete der Scharfrichter 1579 auf dem Berg seine Tätigkeit. Im 19. Jahrhundert wurde der Berg wegen der Aussicht auf die Täler des Kreibitzbaches (Chřibská Kamenice) und Daubitzbaches (Doubický potok) zu einem beliebten Ausflugsziel. 1886 entstand auf dem Plateau durch die Ortsgruppe Daubitz vom Gebirgsverein für das nördlichste Böhmen eine kleine Schutzhütte, die heute nicht mehr besteht. Gleichzeitig wurde der Aufstieg auf den Berg befestigt und das Gipfelplateau mit einem gusseisernen Geländer abgesichert.
Wegen des hohen Baumbewuchses gestattet der Berg heute nur noch nach Süden, wo das Gipfelplateau 40 m in die Tiefe fällt, eine Aussicht auf Chřibská.
Genau wie die deutsche Bezeichnung Iricht auf die Vergangenheit des Berges zurückgeht, nimmt darauf auch der tschechische Name Spravedlnost, zu deutsch Gerechtigkeit, darauf Bezug.
Mit dem Berg verbunden ist die Sage vom Daubitzer Bäckermeister und Wucherer Hörndl (im tschechischen Sprachgebrauch Rohál genannt), der angesichts des Todes seine Beichte verweigerte und keine Ruhe fand. Sein Geist soll schließlich aus dem Dorf hinaus auf den Iricht vertrieben worden sein.